# Verginia

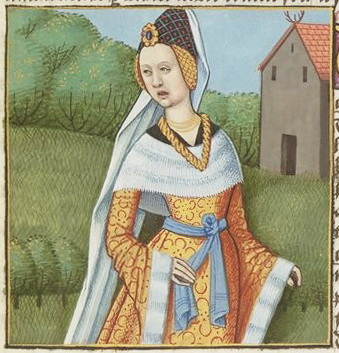
Verginia in un codice miniato francese (XV secolo) del De mulieribus claris di Giovanni Boccaccio

Verginia, o Virginia, è un leggendario personaggio femminile romano, che sarebbe vissuta nel V secolo a.C.

## Il racconto di Livio
Il racconto di Tito Livio inizia così:
(Tito Livio, Ab Urbe condita libri, III, 44)
Virginia era una bella giovane di famiglia plebea, già fidanzata al tribuno della plebe Lucio Icilio.
Il decemviro Appio Claudio, durante il secondo decemvirato, s'invaghì di lei. Dapprima tentò con denaro e lusinghe di corrompere la giovane, che però resistette; poi, approfittando dell'assenza del padre di lei, Lucio Verginio, impegnato nella campagna contro gli Equi sul monte Algido, convinse un suo cliente, Marco Claudio, a sostenere che Virginia fosse una sua schiava.
Trovandosi la ragazza nel foro, Marco cercò di rapirla, sostenendo davanti alla folla che fosse una sua schiava, ma la gente, che conosceva il padre di lei per fama, non gli credette e mise in salvo la giovane. Allora Marco portò la causa in tribunale, presieduto dal proprio mandante Appio Claudio. I difensori della ragazza testimoniarono la paternità romana di Virginia e chiesero che ogni decisione fosse sospesa fino al ritorno del padre.
In un primo tempo Appio Claudio acconsentì, stabilendo però che la ragazza seguisse Marco Claudio fino a sentenza definitiva; poi, temendo la reazione della folla in subbuglio per l'ingiustizia della decisione, e per l'intervento del fidanzato Icilio, pronto a venire allo scontro con i Littori, e dello zio Publio Numitorio, permise alla ragazza di tornare a casa, aggiornando l'udienza al giorno successivo, quando avrebbe emesso la sentenza definitiva.
Il fratello di Icilio e il figlio di Numitorio furono inviati ad avvertire il padre di Virginia di tornare a Roma entro il giorno successivo. I due furono abbastanza veloci da raggiungerlo, tanto che Virginio ottenne dal proprio comandante il permesso di tornare a Roma a difendere la figlia, prima che lo stesso comandante fosse raggiunto dall'ordine di Appio Claudio di trattenerlo sul campo.

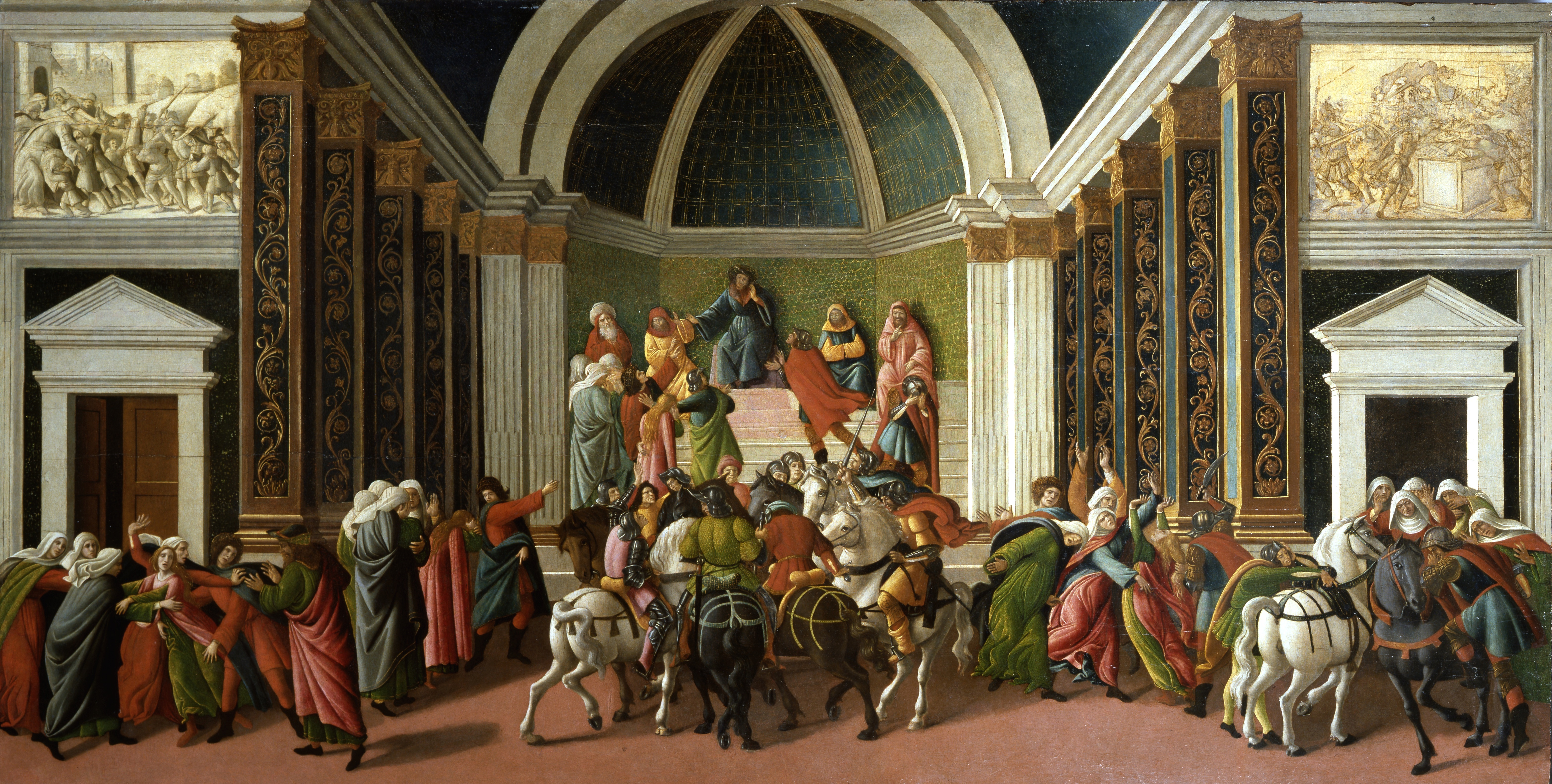
Storie di Virginia, tempera su tavola di Sandro Botticelli (1498)

Il giorno dopo, mentre la folla si radunava per assistere al processo e il padre vi si aggirava sollecitandone l'aiuto, la giovane arrivò nel foro, accompagnata dalle matrone.
(Tito Livio, Ab Urbe condita libri, III, 47)
Il processo iniziò con le dichiarazioni del padre, ma Appio Claudio lo interruppe, confermando la sentenza del giorno precedente e accordando la schiavitù provvisoria a Marco. Appio Claudio rese tanto evidente il proprio scopo da indurre Verginio a minacciare un'azione di forza:
(Tito Livio, Ab Urbe condita libri, III, 47)
Appio Claudio intimò ai Littori di intervenire per sedare la rivolta: la folla si disperse dal foro, lasciando sola la ragazza. Verginio, ottenuto con uno stratagemma il permesso di appartarsi nel tempio di Venere Cloacina con la figlia, la uccise:
(Tito Livio, Ab Urbe condita libri, III, 48)

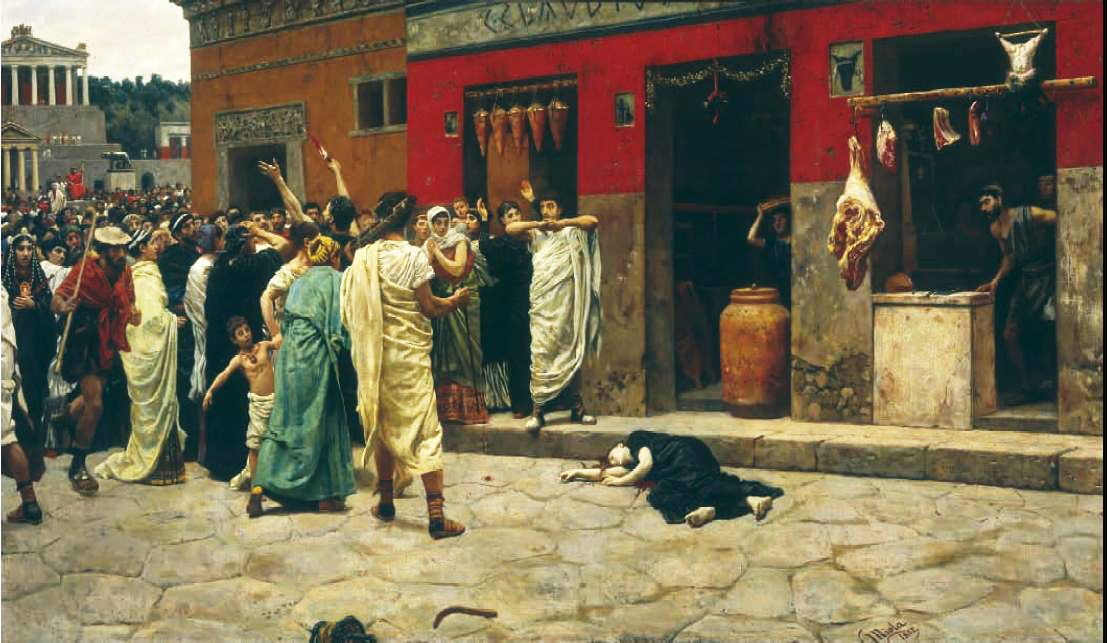
Morte di Virginia, dipinto di Camillo Miola (1882)

Mentre il padre riusciva a lasciare il foro prima di essere arrestato dai littori, richiamati dal decemviro, Icilio e Numitorio sobillarono i presenti, prima di fuggire a loro volta per evitare anch'essi l'arresto:
(Tito Livio, Ab Urbe condita libri, III, 48)
Verginio, accompagnato da altri plebei, raggiunse il campo a cui era stato assegnato e, con le mani e il coltello ancora insanguinati, raccontò gli avvenimenti che lo avevano visto protagonista, riuscendo a convincere i soldati a ritirarsi dal campo di battaglia, prologo alla definitiva cacciata dei decemviri, ottenuta con la minaccia di secessione dei plebei da Roma.

## Nella cultura successiva

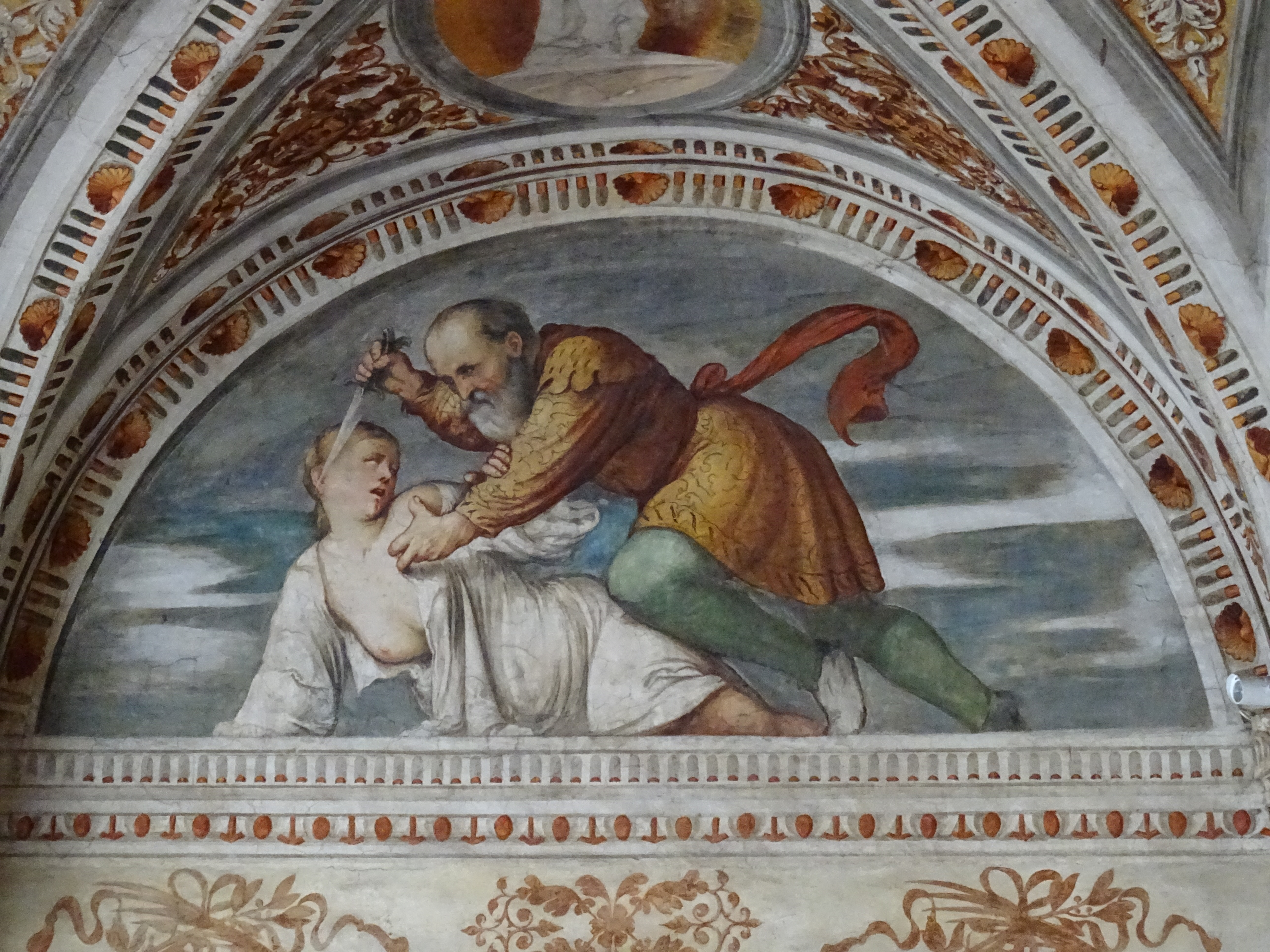
La morte di Virginia, affresco del Romanino al castello del Buonconsiglio, Trento

Il personaggio di Virginia verrà ripreso nelle opere di Boccaccio (De mulieribus claris), Geoffrey Chaucer (Il racconto del medico ne I racconti di Canterbury), John Webster (Appio e Virginia), Vittorio Alfieri (Virginia) e  Thomas Babington Macaulay (Lays of ancient Rome).
Figura anche nella canzone Nelle nozze della sorella Paolina di Giacomo Leopardi. Gotthold Ephraim Lessing trasse ispirazione dalla leggenda nella realizzazione del dramma borghese Emilia Galotti.